# Atlaua

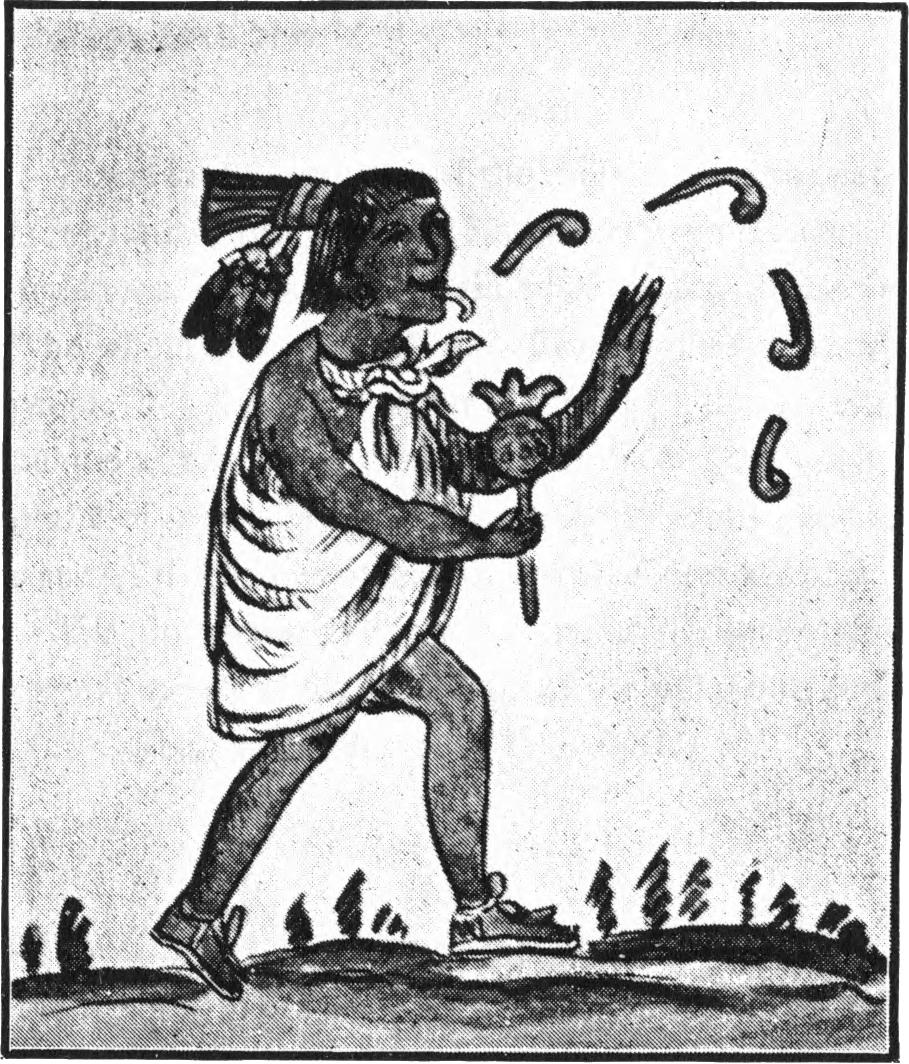
Atlaua - Project Gutenberg eText 14993.

Atlaua ou Atlahua, o Senhor das Águas, um deus da água, patrono dos pescadores e arqueiros.